# Campanário (Ribeira Brava)
Pour les articles homonymes, voir Campanário.
Campanário est une freguesia portugaise située dans la ville de Ribeira Brava, dans la région autonome de Madère.
Avec une superficie de 11,80 km2 et une population de 4 131 habitants (2001), la paroisse possède une densité de 350,1 hab/km2.